# Nowellon
Nowellon – imię męskie pochodzenia łacińskiego, oznaczające "syn nowego". Patronem tego imienia jest bł. Nowellon, zakonnik (zm. w 1280 r.)
Nowellon imieniny obchodzi 27 lipca.